# Брад
Брад (рум.  Brad, венг.  Brád, нем.  Brad) — город на территории жудеца Хунедоара (Румыния).
Площадь — 79.98 км². Население — 16 485 чел. Мэр — Флорин Казаку.

## Национальный состав
По состоянию на 2002 год:
- румыны, 15 945 (96.72 %)
- венгры, 299 (1.81 %)
- рома, 157 (0.95 %)
- немцы, 53 (0.32 %)
- прочие, 31 (0.20 %)

## Известные уроженцы
- Мелешкану, Теодор (род. 1941) — румынский государственный, политический и дипломатический деятель.
- Стана Ионеску, Илеана (род. 1936) — румынская актриса и политик.